# Коцежев-Полудньовий
Коцежев-Полудньови (пол. Kocierzew Południowy) — село в Польщі, у гміні Коцежев-Полудньовий Ловицького повіту Лодзинського воєводства.
Населення — 378 осіб (2011).
У 1975-1998 роках село належало до Скерневицького воєводства.

## Демографія
Демографічна структура станом на 31 березня 2011 року:
|          | Загалом | Допрацездатний вік | Працездатний вік | Постпрацездатний вік |
| -------- | ------- | ------------------ | ---------------- | -------------------- |
| Чоловіки | 190     | 49                 | 115              | 26                   |
| Жінки    | 188     | 43                 | 101              | 44                   |
| Разом    | 378     | 92                 | 216              | 70                   |